# Eternal Devastation
Eternal Devastation är ett musikalbum av det tyska thrash metal-bandet Destruction. Albumet släpptes 1986.

## Låtlista
1. "Curse the Gods" - 6:02
2. "Confound Games" - 4:29
3. "Life Without Sense" - 6:24
4. "United by Hatred" - 5:04
5. "Eternal Ban" - 3:41
6. "Upcoming Devastation" - 4:06
7. "Confused Mind" - 6:06